# 克利夫蘭岩
克利夫蘭岩（英語：Cleveland Rock），是南極洲的岩石，位於南喬治亞群島，處於島嶼灣入口處西部，由英國南極名稱諮詢委員會命名，由英國海外領土管轄。